# 하나이즈미역
하나이즈미역(일본어: 花泉駅)은 일본 이와테현 이치노세키시에 있는 동일본 여객철도 도호쿠 본선의 역이다. 단선 · 섬식의 형태를 합친 복합 구조의 지상역이며, 이치노세키역 관리의 간이 위탁역이다.

## 타는 곳
| 1 | ■ 도호쿠 본선 | (하행) | 이치노세키 방면                    |  |
| 2 | ■ 도호쿠 본선 | (상행) | 고고타 · 센다이 방면               |  |
| 3 | ■ 도호쿠 본선 |        | 대피선 (정기 열차로의 사용은 없다) |  |

## 이용 현황
| 연도     | 하루 평균 승차 인원 | 연도     | 하루 평균 승차 인원 |
| 2000년도 | 588                 | 2006년도 | 458                 |
| 2001년도 | 557                 | 2007년도 | 431                 |
| 2002년도 | 499                 | 2008년도 | 422                 |
| 2003년도 | 505                 | 2009년도 | 403                 |
| 2004년도 | 515                 | 2010년도 | 390                 |
| 2005년도 | 491                 |          |                     |
| -------- | ------------------- | -------- | ------------------- |

## 역 주변
- 이치노세키 시청 하나이즈미 지소
- 하나이즈미노 공원
- 국도 제342호선

## 인접 정차역
| 도호쿠 본선        | 도호쿠 본선   | 도호쿠 본선                |
| ------------------ | ------------- | -------------------------- |
| 유시마 센다이 방면 | ■ 도호쿠 본선 | 시미즈하라 이치노세키 방면 |